# Batalha da Cova da Piedade
A Batalha da Cova da Piedade foi travada no dia 23 de Julho de 1833 entre as forças Realistas (miguelistas ou absolutistas) de Dom Miguel e as forças Constitucionais (ou Liberais) de Dom Pedro IV.
As tropas Liberais planeavam invadir Lisboa através da margem sul do Rio Tejo.
O choque entre os dois exércitos deu-se na localidade da Cova da Piedade, a poucos quilómetros de Cacilhas.
Após confrontamento inicial, o exército Liberal conseguiu avançar sobre os absolutistas forçando-os a bater em retirada em direção a Lisboa, tendo-se, então, refugiado no Castelo de Almada.
No dia seguinte, o castelo foi capturado pelos liberalistas e o General Teles Jordão das forças absolutistas foi morto a golpes de sabre por um oficial Liberal, sendo enterrado na praia com um braço de fora.
Esta vitória marcou o fim das esperanças dos Miguelistas de conter o avanço Liberal sobre a Capital, e foi decisiva para a ocupação de Lisboa bem como para o desfecho da Guerra Civil Portuguesa.